# Campaea dehaliaria
Campaea dehaliaria är en fjärilsart som beskrevs av Eugen Wehrli 1936. Campaea dehaliaria ingår i släktet Campaea och familjen mätare. Inga underarter finns listade i Catalogue of Life.